# Hochlandlinie
Als Hochlandlinie wird eine der drei bestehenden Linien der Erhaltungszucht des Wisents (Bos bonasus) bezeichnet. Sie befindet sich im Kaukasus-Naturreservat in der Republik Adygea im nördlichen Westkaukasus. Im Gegensatz zu den anderen beiden Linien, der Flachlandlinie und der Flachland-Kaukasus-Linie, besteht die Hochland-Linie nicht nur aus Nachkommen europäischer Wisente, sondern hat auch Anteile an Amerikanischen Bisons (Bos bison).
Bereits ab 1930 versuchte man in der Sowjetunion, den Wisent auf ihrem Territorium nachzuzüchten, der an das Leben in höheren Gebirgslagen angepasst ist. Bei diesen Bemühungen standen den dortigen Wissenschaftlern nur Zootiere zur Verfügung, da der Bestand in freier Wildbahn ausgerottet war. Einem Vorschlag des Forschers I. S. Bashkirov folgend, wurde ein Zuchtstamm aus mischerbigen Tieren gebildet und mit amerikanischen Bisons ergänzt. Die Gründergruppe bestand somit aus reinrassigen Wisenten der Flachlandlinie, Wisent-Abkömmlingen der Flachland-Kaukasus-Linie – einer älteren Zuchtlinie mit Hybriden aus dem Wisent und dem zu diesem Zeitpunkt bereits ausgestorbenen Bergwisent (Bos caucasicus) – sowie drei Amerikanischen Bisons. Diese Herde wurde im Reservat Askania Nova in der Ukraine halbwild gehalten. Später war geplant, durch Verdrängungszucht daraus wieder reinerbige Wisente zurückzuzüchten. Im Jahr 1940 wurden fünf Individuen der zweiten und dritten Generation dieser Hybridlinie zwischen Wisent und Bison (B. bonasus × B. caucasicus × B. bison) im Westkaukasus wieder angesiedelt. Die Tiere paarte man untereinander und mit Bullen der ebenfalls dort eingebrachten Flachland-Kaukasus-Linie. Die daraus entstandenen männlichen Nachkommen beachtete man für die weitere Zucht nicht, die weiblichen wurden bis 1950 weiter verpaart. Daraus ergab sich, dass der Anteil an Amerikanischen Bisons in der Folgezeit um einige Prozent zurückging. Ab 1960 wurden die Tiere dann im Kaukasus-Naturreservat ausgewildert. Bis 1985 hatten sich die Tiere 140.000 Hektar Bergwälder und alpine Wiesen zurückerobert. Mit fast 1.400 Tieren entwickelte sich die Population im Kaukasus-Naturreservat zur größten Wisentpopulation weltweit. Aufgrund der Wirren während der Auflösung der Sowjetunion ging der Bestand von 1.400 Tieren auf 240 Tiere zurück. Das circa 300.000 Hektar große Naturreservat wurde im Jahr 1999 zum UNESCO-Weltnaturerbe ernannt. Die Zahl der in Freiheit lebenden Wisente der Hochlandlinie (teilweise auch „Bergwisent“ genannt) ist 2010 im Vergleich zu den Vorjahren um rund zehn Prozent auf 540 Tiere angewachsen. Sie werden seit 2001 von der NABU International Naturschutzstiftung gemeinsam mit der Schutzgebietsverwaltung wissenschaftlich untersucht.
Weitere Bemühungen, durch Einkreuzen und selektiven Abschuss die genetische Struktur in „ursprüngliche“ Richtung zu beeinflussen, hatten nur geringen Erfolg. Die heutige Hybridherde ist nach wie vor, anders als der ausgestorbene Bergwisent selbst, nur unvollkommen an die montanen Klimabedingungen angepasst. So ziehen die Tiere jeden Winter in die Tallagen ab und erleiden in strengen Wintern Verluste von bis zu 30 Prozent des Bestands.
Unabhängig von dieser Ansiedlung im Kaukasus-Reservat wurden in anderen Teilen des Nordkaukasus (Nordossetien-Alanien, Inguschetien und Teberda-Naturreservat) Wisentpopulationen der sog. Flachland-Kaukasus-Linie angesiedelt. Diese rein europäischen Tiere erwiesen sich als den klimatischen Bedingungen besser gewachsen.
Die Hybridpopulation der Hochlandlinie erhielt im Jahr 2000 als Bos bonasus montanus eine wissenschaftliche Beschreibung, die sie als Unterart des Wisents ansieht. Dies wird von den meisten Experten jedoch als voreilig betrachtet, da verschiedene Exemplare der Hybridherden verschieden große Anteile beider Spezies enthalten und eine angebliche Anpassung der Linie an das Gebirgshabitat nicht nachgewiesen werden konnte. Darüber hinaus verhindert der ICZN-Code die Vergabe wissenschaftlicher Namen an Arthybride.